# 唐子奇
唐子奇（1907年3月—2009年9月23日），男，湖南浏阳人，中华人民共和国政治人物、军事将领。

## 生平
1927年，参加南昌起义，后被逮捕入狱，经中共地下党营救出狱。1931年，加入中国工农红军，并参加了湘赣苏区反围剿战役和长征。
抗日战争期间，任八路军120师司令部参谋。1938年，任120师359旅参谋长。
1945年抗战胜利后，任晋绥军区第六军分区司令员、晋绥军区总兵站站长、西北野战军六纵参谋长。
1950年任中央人民政府林垦部林政司司长。1956年任林业部部长助理。1959年任林业部副部长、党组成员。2009年去世。